# Vraždové z Kunvaldu
Vraždové z Kunvaldu (též Wražda z Kunwaldu) byli starý český vladycký rod. Přídomek z Kunvaldu i stejný erb používalo více českých rodů, například Dražičtí či Berbekové.

## Historie
Jako první předek se uvádí Zikmund. Jeho syn Jiří v roce 1511 působil jako královský hofrychtéř. Jan Vražda získal Lhotice, Martinice, Zahrádčice, později další příslušníci rodu přidali statky na Vlašimsku a Humpolecku např. Tomice, Budeč a Blažejovice.
Jan Václav vykonával post krajského hejtmana, od roku 1735 královského místosudího, v roce 1743 se stal místokomorníkem. K rodinným statkům přikoupil Hojovice a Podeřiště.
Jan Václav sloužil na úřadu zemských desk, poté vykonával funkci místopísaře a ještě později místosudího. Od roku 1771 až do své smrti působil jako místokomorník Království českého. Za úřednické zásluhy byl i se svými čtyřmi strýci přijat do panského stavu. Držel některé Solopysky, Terešov a statky na Prachaticku.

### Alfréd Wražda z Kunwaldu
Baron Alfréd Wražda z Kunwaldu (* 14. červen 1855, Košice - 1948, Police), syn Jana Nepomuka Wraždy z Kunwaldu (1824-1884), okresního přednosty v Postoloprtech, hejtmana v Rumburku a Jablonci nad Nisou a dědice rodového majetku, vyměnil s hrabětem Leopoldem ze Sternberka v roce 1887 statek Červený Hrádek za Polici u Jemnice. V roce 1882 se v Praze oženil s Theresií von Stubenberg (1862 Wien-1946), dcerou Josepha Felixe von Stubenberg a Marie-Anny von Niptsch. Dcera Johanna Wražda z Kunvaldu (* 1883- po roce 1936) se provdala roku 1912 ve Vídni za Rudolfa von Mindel (* 1874) a druhá dcera Maria-Anna (1887-1978) roku 1919 v Polici za Eduarda Ernsta von Wickenburg-Capellini. Alfrédův syn Josef Wražda z Kunvaldu (1890-1915) padl v první světové válce v Haliči. Dcerou Mariannou vymřel rod po přeslici a otcem Alfrédem po meči.

## Erb
V modrém štítě nosili dvounohého zlatého dráčka s kohoutí hlavou – tzv. bazilišek. Při povýšení do panského stavu přibylo červené pole se zlatým kosmým pruhem a rakouský štítek s iniciálami císařů.

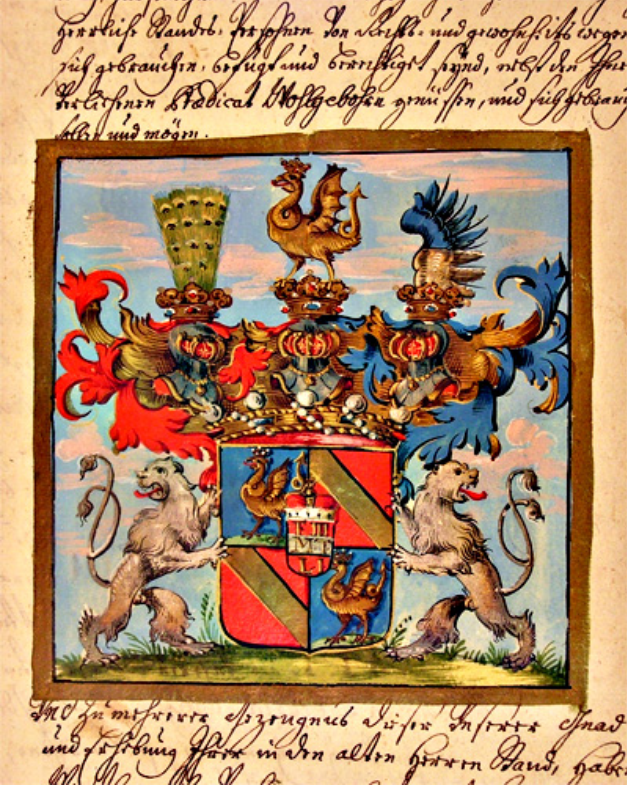
Erb Vraždů z Kunvaldu z druhé poloviny 19. století.

## Příbuzenstvo
Spojili se s Voračickými z Paběnic, Robmhapy ze Suché, Harrachy či Haugvici.